# Миха Маринко
Миха Маринко (Трбовље, 8. септембар 1900 — Љубљана, 19. август 1983), револуционар, учесник Народноослободилачке борбе, друштвено-политички радник СФРЈ и СР Словеније, јунак социјалистичког рада и народни херој Југославије.

## Биографија
Рођен је 8. септембра 1900. године у Трбовљу. Због лошег материјалног стања, његове самохране мајке, морао је да почне да ради још као тринаестогодишњи дечак. Најпре је радио у Фабрици стакла, а потом се запослио као рудар у руднику Загорја. Ту се укључио у раднички покрет и деловао у раду синдиката и културно-уметничким друштвима „Искра“ и „Весна“.
Члан Савеза комунистичке омладине Југославије (СКОЈ) је од његовог оснивања, 1919. године, а после одслужења војног рока, 1923. године, постао је и члан Комунистичке партије Југославије (КПЈ). Учествовао је у многим акцијама рудара, као организатор и предводник штрајкова. 
После учешћа у сукобу с профашистичком организацијом „Орјуна“, чије су наоружане снаге напале рударе, јуна 1924. године и убиле и раниле неколико рудара, Миха је био ухапшен с већим бројем рудара. По изласку из притвора, емигрирао је у Француску, настављајући да ради рударски посао. Упоредо са радом наставио је и револуционарну активност, као члан југословенске секције Комунистичке партије Француске. 
Из Француске је, 1931. године, отишао у Берлин, а одатле у Москву, где се школовао на Међународном комунистичком универзитету. Потом се, 1933. године, вратио у Југославију, где је наставио илегални партијски рад, као секретар Покрајинског комитета КПЈ за Словенију. На Четвртој земаљској конференцији КПЈ, одржаној децембра 1934. године у Љубљани, изабран је за члана Централног комитета КПЈ.
После хапшења, 1934. године, био је протеран у родно Трбовље. Тамо је наставио своју политичко-револуционарну активност на обнови партијске организације, иако је живео у веома тешким материјалним условима. Као истакнути активиста радничког покрета Словеније и Југославије био је изабран у Централни иницијативни одбор Јединствене радничке партије Југославије и за члана Радничко-сељачког покрета Словеније. 
Због своје политичко-револуционарне делатности стално се налазио под присмотром полиције, која га је често хапсила и прогањала. Године 1936. ухапшен је и спроведен, најпре у Загреб, где је подвргнут полицијском мучењу, а онда је, заједно с осталима из Покрајинског комитета, пребачен у Београд и изведен пред Државни суд за заштиту државе. Пошто није било озбиљнијих доказа који би доказали његову кривицу, ослобођен је.
У пролеће 1937. године радио је на организовању Оснивачког конгреса Комунистичке партије Словеније, који је одржан од 17. до 18. априла 1937. године у околини Трбовља, и на ком је изабран за члана Централног комитета. Исте године предводио је групу рудара-добровољаца, с којом је кренуо у Шпанију, да се бори против фашизма, али је у Паризу добио директиву из ЦК КПЈ, да се врати у земљу. Децембра 1939. године организовао је и руководио деветодневним штрајком рудара.
Као инструктор Централног комитета КП Југославије, радио је на одговорним партијским задацима и изван Словеније — у Босни и Херцеговини, Далмацији, Македонији и другим крајевима Југославије. Иако је био један од делегата, није учествовао на Петој земаљској конференцији КПЈ, октобра 1940. године у Загребу, јер је само пар дана пре одржавања конференције, због провале у партијској организацији, био ухапшен заједно са Владимиром Бакарићем, Анком Буторац и другима.
Као искусни партијски радник, писао је и издавао, током 1933. и 1934. године лист „Ћелија“. Сарађивао је и у другим илегалним и полуилегалним листовима у Словенији, као нпр. „Рдечем прапору“ и „Младом рудару“, као и у „Младом бољшевику“ у Загребу, а у Сарајеву је писао проглас поводом распуштања Уједињених радничких синдиката Југославије (УРССЈ), децембра 1940. године. Од јануара до априла 1941. године био је уредник листа „Ljudska pravica“, који је излазио у Љубљани. 

### Народноослободилачка борба
После Априлског рата и окупације Краљевине Југославије Миха Маринко је био један од организатора Народноослободилачке борбе у Словенији. Као један од организатора Освободилне фронте (ОФ), изабран је за члана њеног Извршног одбора. Септембра 1941. године заменио је Бориса Кидрича, на месту политичког секретара Повељства партизанских чета Словеније (касније Главни штаб НОВ и ПО Словеније). Заједно са командантом тога Штаба, Францем Лескошеком, учествовао је на саветовању војног руководства Народноослободилачког покрета Југославије, одржаном у Столицама, код Крупња, 26. септембра 1941. године.
Италијански окупатори су га ухапсили 8. децембра 1941. године у Љубљани, заједно са Тонетом и Видом Томшич и Пепцом Кардељ. Затим је, заједно са осталима, одведен у Гестапоов затвор у Бегуњама, на Горењском. Али их је Гестапо после два месеца вратио италијанским властима. Италијански војни суд га је, 16. маја 1942. године, на процесу против Тонета Томшича и осталих, осудио на 30 година затвора.
У затвору је остао све до капитулације Италије, септембра 1943. године, када је уз помоћ партијске организације, успео да побегне из затвора. Одмах је наставио са активношћу у војном руководству Народноослободилачког покрета (НОП), органима народне власти и раду Комунистичке партије Словеније. Радио је као политички организатор НОП-а у Словеначком приморју и Трсту, а затим у Македонији.

### Послератни период
После ослобођења Југославије, вршио је највише партијско-државне функције у Републици и Федерацији: 
- посланик Привремене народне скупштине ДФЈ,
- први председник Владе Народне Републике Словеније, од новембра 1945. до 1953. године,
- председник Народне скупштине НР Словеније, од 1953. до 1963. године.

Био је члан Извршног комитета Централног комитета Савеза комуниста Југославије, Председништва Централног комитета СКЈ, секретар и председник Централног комитета Савеза комуниста Словеније (од 1948. до 1966), ССРН Словеније и Савезног одбора ССРН Југославије и Савета федерације. Имао је чин резервног генерал-мајора Југословенске народне армије (ЈНА).
Више пута је биран за републичког и савезног народног посланика. Умро је 19. августа 1983. године, истога дана кад и Александар Ранковић у Дубровнику, и сахрањен је у Гробници народних хероја у Љубљани. 
Носилац је Партизанске споменице 1941. и других југословенских одликовања, међу којима — Ордена јунака социјалистичког рада, Ордена народног ослобођења, Ордена југословенске звезде с лентом, Ордена партизанске звезде са златним венцем, Ордена заслуга за народ са златном звездом, Ордена братства и јединства са златним венцем и Ордена за храброст. Орденом народног хероја је одликован 27. новембра 1953. године.